# Messor pergandei
Messor pergandei es una especie de hormiga del género Messor, subfamilia Myrmicinae.